# Transfert linéique d'énergie
Le transfert linéique d'énergie (TLE), ou transfert d'énergie linéique (TEL), Linear energy transfer (LET) en anglais, est une quantité qui décrit l'énergie transférée par une particule ionisante traversant la matière, par unité de distance. Il est exprimé en keV µm−1. Il varie selon la nature et l'énergie du rayonnement ionisant. Typiquement, le TLE est utilisé pour quantifier l'effet du rayonnement ionisant sur des matériaux (en électronique, biologie, physique de la matière, etc.).
L'énergie transférée est, en général, égale à celle perdue par la particule ionisante. Elle peut cependant lui être inférieure si une partie de cette énergie s'échappe du milieu sous forme de rayonnement. Le transfert linéique d'énergie se distingue ainsi du pouvoir d'arrêt {\displaystyle \mathrm {d} E/\mathrm {d} x} qui mesure la perte d'énergie par unité de distance du point du vue de la particule.
Le transfert linéique d'énergie est défini par :
{\displaystyle L_{\Delta }={\frac {\mathrm {d} E_{\Delta }}{\mathrm {d} x}}},
où {\displaystyle \mathrm {d} E_{\Delta }} est la l'énergie cédée par collisions électroniques sur la distance {\displaystyle \mathrm {d} x} diminuée de l'énergie emportée par les électrons secondaires d'énergie supérieure à une certaine valeur Δ. 
Si Δ tend vers l'infini, il n'y a plus d'électrons avec énergie plus grande ; le transfert d'énergie linéique devient égal au pouvoir d'arrêt électronique linéaire :
{\displaystyle L_{\infty }={\frac {\mathrm {d} E}{\mathrm {d} x}}}.